# ガラピコぷ〜
『ガラピコぷ〜』は、2016年（平成28年）4月4日から2022年（令和4年）3月30日までNHK Eテレの幼児向け番組「おかあさんといっしょ」内で放送された着ぐるみによる人形劇。13作目に当たる。

## 概要
2016年（平成28年）1月28日に制作発表された。メインキャラクターは実在の動物がモチーフの2名に、人形劇シリーズ初のロボットキャラクターを加えた3人構成。また、人形劇のタイトルが平仮名・片仮名混じりで波ダッシュが入るのは、第10作『ぐ〜チョコランタン』、メインキャラクター達の名前が呼ばれたり、書かれたりする順番が女の子からなのは第9作『ドレミファ・どーなっつ!』、同じく人形劇のタイトルにキャラクターの名前が入るのは、第7作『ブンブンたいむ』以来となった。
原作者の山中隆次郎は「元気いっぱいな男の子じゃなくても、おしとやかな女の子じゃなくても、大人から見たらちょっと問題があるような子であっても、大丈夫だよ」というようなメッセージを伝えてあげられるような番組に育てていきたいと語った。
キャラクターデザインを担当したひやまたつみは、王道感を失わないままに現代性を盛り込みながら、どのようにかわいくするかというところを一生懸命考えてデザインした。そして、キャラクターそれぞれにちょっとしたアイコンをつけたり、色をすごくはっきりさせたりして、お絵かきしたときに3歳の小さい子どもたちの認知力、画力でも3キャラクターをきちんと描き分けができるように、ということをポイントにしたと語っている。
2011年（平成23年）6月1日、前作『ポコポッテイト』の放送期間中に、NHK教育テレビジョンの略称が「教育テレビ」から「Eテレ」に変更されため、全話「NHK Eテレ」で放送した最初の人形劇である。
メインキャストの吉田仁美、冨田泰代、川島得愛は共に人形劇初出演で、3人全員が初出演となるのは『ぐ〜チョコランタン』以来となる。またサブキャラクターの声優には佐藤仁美や西川貴教（T.M.Revolution）、山崎銀之丞など本職の声優以外の著名人も起用されている。
オープニングタイトルは久野遥子による、前々作『モノランモノラン』以来の全編アニメーション形式。ナレーションの導入も同作以来となり、サブキャラクターが担当している。サブキャラクターによる本編幕間のアイキャッチは本作では導入されていない。
歴代人形劇で初めて放送開始当初から字幕放送にも対応した。字幕は全員白。
『ポコポッテイト』まで存在した土曜日の放送枠は一旦廃止され、『ぐ〜チョコランタン』（2005年度 - 2007年度）以来の平日のみの放送となっていたが、2017年度からは前作以来の土曜日の放送枠が復活した。
平日の毎週月～木曜日（ただし2016年4月のみ金曜日・2020年4月8日までは水曜日にも）は新作のストーリー。2016年（平成28年）5月6日からは過去の放送回の再放送をスタートし、毎週末の金・土曜日（2020年4月15日からは水曜日にも）および特集の回は過去のストーリーの再放送となっている。番組終了時点で通算801話が製作された。
過去の作品と同様に1話完結のエピソードが中心だが、前後編の2話完結形式や、3話に渡る形式のエピソードも存在する。
テレビシリーズは実写のみであるが、2018年（平成30年）以降、『映画おかあさんといっしょ』内でダイナモピクチャーズ制作によるアニメーション映画版が3作品制作された。人形劇シリーズのアニメーション映画化は第8作『にこにこ、ぷん』以来となった。
同年の大みそかにはNHK紅白歌合戦にゲスト出演した。
2019年5月1日に、元号が令和になったため、平成最後の人形劇となった。
2022年（令和4年）2月16日、『ファンターネ!』の放送開始に伴い、3月30日の放送を以て終了することが発表された。同年4月2日を以て『おかあさんといっしょ』を卒業し、同放送分の終盤では主役3人が卒業の挨拶を行った。

## イントロダクション
物語の舞台は人類が暮らす地球から遠く離れた、水と緑が豊かな小さな惑星『しずく星』。そこには少し変わった動物たちが暮らしている。星の中心には「ホシノキ」という大きな木があり、しずく星で暮らしている動物たちを温かく見守っている。ホシノキの根元にある「ムスービ村」には、チョロミーという少女が住んでいる。
ある日、しずく星に小さな光が落ちてくる。興味を持ったチョロミーは大急ぎで落ちた先に向かう。落ちた先はムスービ村の近くにある「スヤスヤ森」。そこに住む少年ムームーと共に現場に向かうとそこには宇宙船が落ちていた。よく見ると中には白いロボットが入っていた。そのロボットはガラピコというらしい。3人はすぐに仲良しになる。
このようなデコボコな3人が、ホシノキに見守られた不思議な星での暮らしの中で、お互いの心を"結んでゆく"友情の物語である。

## キャラクター

### メインキャラクター
チョロミー（Cholome）
声 - 吉田仁美 / 操演 - 山川優海、上岡志輔子、加門麻衣子
本作の主人公かつヒロインで、ムスービ村に住む活発なウサギの女の子。年齢は3歳（60話まで） → 4歳（61話から）。イメージカラーは赤色。立ち位置は右。
一人称は「あたし」または「チョロミー」。口癖は「ワクワクキューン！」で、落ち込むとたまに「にゅー」と言う。基本的には「ワクワクキューン！チョロミーだ…よ〜！」と挨拶する。
ハイテンションかつ明るく奔放な性格で、好奇心旺盛。気が強く、姉御肌。チャームポイントはその性格に似合わない垂れ下がった耳。また、袖のないワンピースを着ていて、目は半開きになっている。競争やスリルが大好き。周りを振り回す行動も多く、ガラピコを怒らせたり、プッチマーゴに注意されることもある。
ダンスが得意で、チョロミーが踊り始めると周りにいる人はみんな盛り上がる。その才能はタッチパッチも認めるほどである。
「ぐるぐるダンス」は、踊ると小さな竜巻を起こす。本人は主に高い所の物を取る時に使っているが、みんなの為になる時しか踊ってはいけないとプッチマーゴに忠告されている。
「おいでおいでダンス」は、昆虫を誘う時に踊る。昆虫の動きを真似て優雅に舞い踊る。
「マミアミ」という友達がおり、チョロミー曰く「チョロミーのうちの近くに住んでたお姉ちゃん」である。現在は村を離れて様々な星を旅しているが、手紙や贈り物が届くなど今も交流がある。
片付けが苦手のため、部屋は常に散らかっている。たまにホシノキからお仕置きを受けている。しかしポジティブであり、前向きに考える。
『かぞえてんぐ』のコーナーではミーニャの後を継ぐ。かぞえてんぐを最初は「おじさん」と呼んでいたが次第に仲を深め、2017年3月8日放送分で初めてかぞえてんぐを「てんぐさん」と呼んだ。一方、かぞえてんぐからは「チョロちゃん」と呼ばれていた。また、当初は彼の鼻に触ろうとしていた。
スキッパーに顔を赤くする一面も持っている。生意気な所があるが、芯はしっかりしており友達思い。
人気ラジオ番組『タッチパッチショー』の熱狂的リスナー。
2016年の夏休み中に4歳の誕生日を迎えており、ホシノキから「Hoshica」をもらう。そして初めて行った遠い星「ひびき星」で、タッチパッチと対面する。
未来の世界では工学博士となっており、過去の自分に最高の友達を与えるべくロボットを製作して過去に送り込んだが、そのロボットこそがガラピコであった。
好きな食べ物は甘いもの。雷が大の苦手。頭も非常に悪く、読み書きは全くできない。数字も苦手なようで、よく次の数字を忘れてしまう上に、なぞなぞも苦手。「チョロミーはおねえちゃんだから」という思いが強いためか、知ったかぶりをして周りを振り回すことも多い。一方で、お菓子作りは得意で作ったクッキーをワルピットに盗み食いをされた際に「うまい！」と評価されている。時にしつこい。好きな季節は夏。
なお、チョロミーの家族については言及すらされておらず、一切不明。これは「記憶喪失の少年」の設定だった『ぐ～チョコランタン』のスプーを除けば『にこにこ、ぷん』の、ふぉるてしも・ぴっころ（ぴっころ）以来である。
ムームー（Moomoo）
声 - 冨田泰代 / 操演 - 長山左斗子、木村ひとみ
スヤスヤ森に住む内気で繊細なオオカミの男の子。3歳。イメージカラーは青色。一人称は「ぼく」。感情が高ぶると「カオーン！」と発する。立ち位置は左。
のんびり屋で昼寝が好き。毛足が長く、ぽっちゃり体型で、チョロミーと違い服を着ておらず、目はぱっちり。とても優しい。度々チョロミーとガラピコのケンカを仲裁している。
しずく型のペンダントを首から下げている。物事を後ろ向きに捉える。特技は瞬間記憶。ただ、面倒臭いほど心配性で神経質なため、チョロミーを困らせることも。
涙もろく、よく「ホロロ～ン…」と少し情けない遠吠えをする。人に気持ちを打ち明けるのが苦手で、チコタ（鍋つかみで作った人形）に話しかけて思いを打ち明けている。
コンクールで金賞を取るほど絵が上手。運動は苦手。地道な努力家。キラキラの鉱物を集めており、それをみんなに観てもらうため博物館を開くのが夢。
最終回間際では弟の誕生を控えており、これを機にチコタを弟に譲る決心をし、チコタに別れを告げて箱に収納した。これにより、家族構成が最後まで不明のままとなったチョロミーとは違い、両親ともに健在であることが明確になった。
好きな食べ物はミートボール。嫌いな食べ物はピーマン。お化けが大の苦手。父はかちかち星に赴任している。好きな季節は冬。
ガラピコ（GalaPico）
声 - 川島得愛 / 操演 - 渡辺裕美、Mizumi
おしゃべりな惑星探査用ロボット。スキッパーやキュリオから「ガラピコくん」と呼ばれているが、公式では性別不明とされている。製造番号103。年齢は不明。イメージカラーは白色。また、ムームーに助けられたことから彼を「ムームーちゃま」と呼ぶ。身長163cm。立ち位置は中央。
性格としては生真面目で、誰に対しても敬語で話す。一人称は「わたくし」または「ガラピコ」。近日オープニング後、「みなさ～ん！お元気ですか？」と挨拶が行われた。喋る準備が出来たら「ピッ！」と発する。よく語尾に「ぷ〜」と付ける。口癖は「はっきり言って」、「グガガッ！」。びっくりすると「グガ〜！」、興奮すると「グガガビバー！」と発する。
調査活動中にしずく星に不時着し、一部が故障した影響でプログラムが初期化されてしまう。そのため、収集したデータのほとんどを消失してしまった。データを記録する際は「ピコニクパー、スイッチョン！ガラピコピ〜！」と発する。また、記録が完了した際は内蔵されたコンピューターが「イイネ！」と発する。「機械がいっぱいの星で、博士に造られた」という記憶のみが残っている。
当初は他人の感情がさっぱり理解できず、自分の気持ちを制御するのが苦手。ズレた発言や行動をすることがある。多弁かつ早口。ただし、後述の通りストーリーが進むにつれ、たまに他人の気持ちが理解できるようになった。
胴体に正方形のフルカラーLEDパネルが装着されており、普段は割れたハートを表示している。他人の気持ちが理解できると少しの間だけだが、元通りの綺麗なハートに変化する。
水がエネルギー源であり、500ミリリットル程度で5日分は動ける。エネルギー切れに陥った際にムームーが自分の水筒から水を入れてあげているシーンが幾度か登場している他、動ける状態であれば自力での補給もできる。ただ、自力でどのようにして後ろのタンクに補給しているのか、明確な方法は不明。チョロミー、ムームーと比べると足が遅いが、横歩きで2人よりも速く動くことができる。しかし、その代償として水の消費量が早くなってしまう。動けば動くほど消費するのも早くなるが「疲れる」という感覚がなく、残量が少なくなった時に鳴るアラームで気づくことが多く、そのときには既に手遅れでエネルギー切れをよく起こす。
水以外のものは取り込むことができないため、チョロミーやムームーが何かを食べる時は「観察しまーす」と言って、その食べ物などを観察して情報を取り込む。
また、冬の寒さによりタンクの水が凍ることもあり、そうするとエラーを起こしフリーズしてしまう。そんな時は水の代わりにお湯をタンクにいれてあげる必要がある。
ムームーの言うことには常に従い、それをルールとして強引に押し付けているため、チョロミーとはよくケンカになる。また、チョロミーに道具の使い道を教えられると、似た形や使い方の物体と教えられた物の区別が出来ず、ムームーに詳しく教えられるまで「〇〇です」と言い張ってしまう。
怒らせたり背中のタンクに水以外のものを入れたりするとヒートアップ（すなわちオーバーヒート状態）し、臭い煙を出す。タンクに麦茶を入れてしまうと、性格が熱血漢になってしまい、最終的には他の水以外の物を入れた時と同じオーバーヒート状態に陥る。チョロミーの行動で怒ることが多い。力持ち。
壊れた機械を修理することが出来るが、宇宙船の修理だけはどうも上手くいかない。ちなみに修理する際には「修理しますぷ〜」と言う。第51話からアルバイトとして定期的にキュリオマートの手伝いをすることになった。
顔の後ろについている赤いボタンは絶対に押してはいけないらしい。
構造上、背中や頭に何かがくっつくと自力では取れず、取るのに夢中になっているうちにエネルギー切れになることもある。特に、磁石が体にくっつくと渋い声に、顔にくっつくと甲高い声に変化する。また、複数の磁石がくっつくとエラーが発生し、言ったことと反対のことを行ってしまう上、我に返った際もくっついている間の記憶は無くなっている。
絵を描くのも得意だが、線で描くのではなく点描で描く。目にはズーム機能が搭載されている。
その正体は大人になったチョロミーが過去の自分に向けて製作したロボットであり、過去のチョロミーと友達になるべく、データを全てリセットされて過去（本作の時間軸）のしずく星に送り込まれたというのが真相であった。したがって、元々しずく星の出身であり、乗っていた宇宙船は実際にはタイムマシンである。赤いボタンを押すと起動停止し、未来のチョロミーからのメッセージが発動する仕掛けであったが、過去の自分が押してしまうと想定した未来のチョロミーが意図的に設けたものである。
好きな季節は秋。夏の暑さも冬の寒さも感じない。
第1話・第2話は登場せず、初登場は第3話から。『おかあさんといっしょ』への出演も本作のオープニングアニメーションを除き、第3話放送日の2016年4月6日からとなった。

### サブキャラクター
プッチマーゴ（PutitMargo）
声 - 佐藤仁美
ホシノキの番人であるメスのモモンガ。落ち着いた性格で、冷静な口調で喋る。ナレーションも兼任し、前回のあらすじの説明も行う。
チョロミーとは元々知り合いであり、彼女の行動を諌めるなど保護者的立場でもある。ムームー、ガラピコとは第6話で初対面し、以降はホシノキから3人を見守っている。
薬の調合もしているため、ムームーやチョロミーがけがや虫刺されをした時に調合した薬で手当てをしている。グースー急便の上得意様。好きな食べ物はミカン。クモが大の苦手だが、クモの巣は「綺麗」と評している。
その正体はホシノキの妖精であり、ホシノキが枯れてしまうと彼女も消滅してしまう。
キュリオ（Curio）
声 - 龍田直樹
キュリオマートの店主であるタコのおじさん。足は4本。一人称は「わし」で、関西弁で話す。当初はガラピコのことを「白いの」と呼んでいた。頭にバンダナを巻き、サングラスをかけている。
若い頃は体が弱く、「弱虫泣き虫のよわよわキュリオ」とからかわれていた。海賊キャプテン・シャーク(現在は故人)に憧れ、トレジャーハンターを目指していた。それ以外にも若いころはいろいろあったらしく、若いころの話のエピソードもある。
通常は店内のカウンターから動かないが、着ぐるみキャラクターとして3人とバンド演奏をしたりキュリオマートの外で会ったりすることもある。
歴代人形劇で初めて登場した、エラ呼吸のキャラクター。
スキッパー（Skiper）
声 - 西川貴教（T.M.Revolution）
グースー急便で働くアヒルのお兄さん。一人称は「ぼく」。さまざまな星に行ったことがある。2016年4月27日放送分より登場。
UFO型の搬送車に乗って配達を行うが、非常に慌てん坊であり、故によく操作ミスをしてしまう。荷物を落としてしまうことも多々ある。
『映画おかあさんといっしょ はじめての大冒険』では、チョロミーたちを舞台となる星へ連れて行った。
2022年2月24日放送分にて、管理職へ出世することに伴いしずく星から離れることになり、チョロミー達に別れを告げる。
タッチパッチ
声 - 山崎銀之丞 / 操演 - SHU110
第61話から実態として登場。ラジオ番組『タッチパッチ・ショー』のパーソナリティ。ピエロの様な容姿をしている。一人称は「僕」。語尾は「○○っチ」。ひびき星在住。
サブキャラクターとしては珍しい着ぐるみキャラクターである。チョロミーのお悩み相談役になることが多い。
基本的にひびき星での登場となるが、ときどきしずく星に来ることもある。
ビービル（Beebele）
声 - 松野太紀
2017年8月16日放送分から登場。「びっくり新聞」の記者であるカメレオン。スクープのにおいを感じ取ると「クルックルック〜！」と発する。また、「クルックックック…」という笑い方をする。
スクープを探しているうちにスヤスヤ森に迷い込む。スヤスヤ森を「田舎くさい」と言っている。
ガラピコと顔の後ろの赤いボタンにスクープのにおいを感じ取り、チョロミーとムームーに徹底取材（いわゆるパパラッチ紛い）をする。
タッチパッチショーの熱狂的リスナーでもある。
2018年度から、子供の特技を取材する『きょうのびっくりしんぶん』というコーナーを受け持っている。

### その他のキャラクター
モコピット（Mocopit）
スヤスヤ森に住むイタズラ好きな森の精。体色は薄い緑色。好きな色は黄色。
たまに枯葉を集めて、ピンクのモコピットのコンサートステージを作る。コンサートが終わるとその枯葉は食べて処分する。そして体から生まれる不思議な玉は蕾の状態の花を一瞬で咲かせることが出来る。
集団になると怪力を発揮する。ピンクのモコピットがガラピコに捕獲された時は一致団結し、ガラピコに傷を負わせた。
ピンクのモコピット（MocopitPinkcolorVer）
とても珍しいピンク色のモコピット。普通のモコピットより少し大きい。綺麗な声で歌を歌う。
このモコピットを見た日はいいことがあるという言い伝えがあるが、捕まえようとするとモコピットが集団で襲い掛かってくる。
ワルピット
声 - 吉田仁美
本作品における敵キャラクター。黒いモコピット。他種モコピットとは違い言葉を話すことができる。スペシャルステージ2016に登場し、スーパードリポンの実を盗んだ。本編では第77話で初登場。眩しい物が大の苦手。なぞなぞが得意だが、チョロミーのなぞなぞに対しては間違えたり騙されたりする。
珍しく悪さをしない時もあり、さらには仲間思いな一面もある。ガラピコに捕獲されたピンクのモコピットを救出させようと、本人を含めた集団でモコピットと共にチョロミーの家を襲ったこともあった。
なお、彼の悪事はキュリオだけには全く通じず、意地っ張りなワルピットをキュリオは純粋な心にしようとしていた。
おひげさま
声 - 龍田直樹
その名の通りひげを生やした毛むくじゃらの老人。笛を吹きながら旅をしている 。人を少しからかって見たりとイタズラ好きな部分もある。一人称は「わし」。旅立った後は大量のしずくベリーを残している。
笛を吹くことで植物を成長させることが出来る。本人曰く、しずくベリーを育てているのも自分、とのこと。
自身もしずくベリーが好物であり、チョロミーたちが貢物として置いたしずくベリーのクッキーを喜んで食べていた。
ポポヨラ（Popoyora）
声 - 冨田泰代
雪の妖精。第118話で初登場。雪だるまを動かす能力を持っており、寒い場所から寒い場所への旅暮らしを続けている。一人称は「あたし」。枯れ葉等が体にひっつくと力が出なくなってしまう。
第136話で、しずく星に春が近づいてきたため、また寒い場所へと旅立っていった。その際置手紙を残し、また次の冬に来ることを約束している。
252話で再登場した時は顔が136話と変わっており、チョロミーが理由を訪ねたところ、「様々な所を旅してきたから」との事。2018年3月12日の放送で再び3人に見送られながらしずく星を後にした。その後も旅をしては、冬にはしずく星に訪れることを繰り返している。
クックマーゴ
声 - 佐藤仁美
スヤスヤ森の泉の妖精。プッチマーゴとよく似ているが、表情が違う。第138話で初登場。
ほうせきガメ
ムスービ村のとある住人にペットとして飼われているとても大人しいカメ。甲羅に宝石がたくさんついている。好物はしずくベリー。スヤスヤ森の茂みや岩に擬態する。
コヤンヤン
声 - 松野太紀
海岸に住んでいる、偉大なる魔法使い・ヤンヤンモーフの弟子。ヤンヤンモーフは本編未登場。
たびたびチョロミー達に呼び出されては魔法をかけるが、弟子なのでうまくいかないことも多々ある。

## 設定・用語
しずく星
本作の舞台となる惑星で、本作のキャラクターの殆どはこの星の住人。自然環境は地球に似ており、住人達も地球の動物に近い容姿の者が多い。
主に「ムスービ村」「スヤスヤ森」「チョロミーの家」「キュリオマート」を中心に物語が展開されている。
ガラピコは別の惑星からしずく星に不時着してきたとされていたが、実際には未来のしずく星で生み出されたことが物語終盤で明らかになった。
キュリオマート（CurioMart）
村はずれにある薄暗い雑貨店。お金の代わりに、しずく星にある何かと交換することによってお買い物が出来る。店主のキュリオが仕入れに出かけているときはガラピコが店を切り盛りしている。
また、ムスービ村の掲示板も張っている。また、リサイクルサービスも行っており、様々な星から壊れた機械を回収している。
グースー急便（GooSooExpress）
宇宙をネットワークしている宅配便事業を行う企業。
宇宙船墜落現場
スヤスヤ森のはずれにあるためガラピコが修理している。
タッチパッチ・ショー（TachePacheSHOW）
うちゅうラジオで放送されているラジオ番組。パーソナリティはタッチパッチ。ひびき星で収録している。チョロミーは元々同番組のヘビーリスナーだったが、後述のHosicaを貰って、ひびき星に遊びに行けるようになって以来、番組のアシスタントを担当。2019年春特集では風邪をひいたタッチパッチの代打パーソナリティを務めた。
2022年3月26日放送分で最終回を迎え、新たに料理番組『タッチパッチ・キッチン』が始まることが発表されている。
Hoshica（ホシカ）
遠い星に行くためのICカード。4歳から持つことを許されるが、子供用は行くことができる星が一つに限られ、到着後一定時間が経つと出発した星に帰るよう促す音が鳴るようになっている。スキッパーが配達に行く際もこのカードを使っている。しずく星ではホシノキにある星形の読み取り部にHoshicaをかざす事でワープできる。ちなみにチョロミーは、ひびき星にムームーを連れて行き、タッチパッチに会わせたことがあるが、ムームーはまだ3歳でHoshicaを貰っていないため、1枚のHoshicaがあれば、Hoshicaを持っていない人を同伴した状態でも利用可能であると見られる。
みかづきフラワー
1年に1度の秋、空に三日月が昇る前に三日月にそっくりな花を一瞬だけ咲かせてすぐ散ってしまう。ムームーはみかづきフラワーの元に向かう途中に転んでしまい、かばんの中身を拾っていたため結局間に合わなくなってしまった。
ひげまつり
毎年ムスービ村で開催される秋の祭り。子供がひげの旅人の真似をし、大人からしずくベリーをもらう。
言い伝えがあり、昔々のある春の事、ひげを生やした旅人が村へやってきて、しずくベリーの種を植えた。秋になりたくさんの実がなると、村人は喜んだが、旅人はどこかへ行ってしまった。ひげの旅人に「ありがとう」を伝えるために、子供達にひげの旅人の真似をさせることにした。
ホシノキ
しずく星の中心に位置する大きな樹。ムスービ村はこの樹の根元に所在。
プッチマーゴはホシノキの番人として、この樹の中に居住している。
宇宙の様々な星とリンクしており、先述のHoshicaを使う事でこの樹を通じて遠い星に行ったり、誰かが遠い星から来たりできる。
枯れてしまうこともあり、そうなった場合は金色の雨を降らせる必要がある。しずく星の源でもあるため、もし完全に枯れてしまうとしずく星は宇宙の塵になってしまう。
ドリポンの実
キャンディーてぶくろ
ドリポンの実から生まれた手袋。この手袋を付けて触るとなんでもキャンディになる。しかし、この手袋を付けたまま誰かにハイタッチすると、その人までキャンディになってしまうらしい。さらに、手から外すと消えてしまうため、使えるのは1回限り。
透明になるジュース
ドリポンの実から生まれたジュース。そのジュースを飲むと体が透明になるが、時間が経つと元に戻る。
へんしんミラー
ドリポンの実から生まれた手鏡。変身したいものを鏡に映して「ピックム・ピックム・ポー」と魔法を唱えることで変身できる。戻るときは、変身者を鏡に映して誰かに「ポー・ムクッピ・ムクッピ」と唱えてもらう必要がある。使えるのは一度きり。
チョロミーは誤発動により、モコピットに変身してしまった。
しずくハーモニー
ドリポンの実から誕生した魔法のベル。チョロミーがしずく星を救ったお礼にホシノキからもらった。このベルを振ったことでしずく星に春が訪れた。
「マベル・フレベル・リルラベル」と唱えることでスヤスヤ森の生き物と会話が出来るが、使用できる回数は1日1回に限られ、一定時間が経つと魔法が解けて元に戻ってしまう。実際に商品化もされている。
スーパードリポンの実
通常のドリポンの実の2倍の大きさを誇る。外観は白色に虹色の縦縞が入ったものであり、実った際に赤い光を放つ。めったに実らないものだが、スペシャルステージ2016ではワルピットに盗まれてしまう。
ムスービ村
ヨックドラン
ムスービ村の伝説とされている竜。夏が近づくと、空に昇って雨を降らせたり、困っている人々を助けたりしたと言う古くからの言い伝えがある。
2018年春のファミリーコンサートではこの竜が大変なことになってしまい、救うために冒険するというストーリーだった。
スヤスヤ森
しゃっくり石
スヤスヤ森にある大きな茶色い石。トンカチで叩き割ると黄色い煙が沸で出てきて、その煙を吸うとしゃっくりが止まらなくなる。
はやはや石とおそおそ石
スヤスヤ森に転がっている不思議な石。叩き割ると煙が出てくる。
はやはや石は黄色の固体に赤の斑模様。煙を吸うと喋るスピードが異様に早くなってしまう。一方おそおそ石は紫色の固体に青の縞模様。煙を吸うと喋りだけでなく動きもスローになってしまう。
どちらもホシノミで作ったジュースを飲むことで効力を元に戻すことができる。
ガラガラムーチョロの石
142話でチョロミー達がボール遊び中に見つけた鉱石の付いた綺麗な石。名前を決める際にはガラピコは｢チムガムガムガラヨミーの石｣、チョロミーは｢ムーチョロピコ石｣という名前を考えたが、最終的にはムームーが2人の案の名前を混ぜ合わせ、この名前になった。143話ではこの付近に3人の思い出の品を詰めたタイムカプセルを埋めた。
キクリムシ
スヤスヤ森に生息している不思議な虫。雪の結晶の様な姿をしており、触角が生えている。全身がキラキラしている。畑の土を元気にする力を持っている。石の下にいる。
チョロミーのラジカセ
ものしりバトル
リズムおしゃべり
アイテム
チョロミーのペンダント
チョロミーが首から下げている星型のペンダント。好奇心を膨らませるとそのペンダントが光る。
実際に商品化もされている。
ガラライザー
ガラピコが持つモノクル型のアナライザー。これを装着することで、身近なものに対して会話することが出来る。

## 音楽
本作品のために劇中歌は150曲、BGMは754曲が製作され、アレンジ違いを含めば1000曲を超えている。
主題歌「ガラピコぷ〜のテーマ」
作詞：須田和博 / 作曲・編曲：ベアグラウンド / 歌：チョロミー、ムームー、ガラピコ
アニメーションキャラクターデザインは実際のデザインとは異なる。
卒業日の2022年4月2日放送分では番組終盤でスタジオにて主役3人により歌われており、曲名は「ガラピコぷ〜」と表示された。
エンディングテーマ「べるがなる」
作詞：山村浩二 / 作曲：櫻井映子 / 歌：花田ゆういちろう、小野あつこ、ながたまや、チョロミー、ムームー、ガラピコ（2017年4月 - 2022年4月）
2017年度より使用。初年度は前々作『モノランモノラン』→『ポコポッテイト』から引き続き「あしたてんきになぁ〜れ!」が使用された。
今までの人形劇とは異なり、エンディングで流れる尺がフルコーラスではない。
チョロミー、ムームー、ガラピコによる日替わりで「最後は、べるがなる！」の掛け声で始まる。掛け声担当は前述の、しずくハーモニーを持っており、エンディングに小道具が登場するのは「スプラッピ スプラッパ」の「パヒラプス」以来となった。また「スプラッピ スプラッパ」から導入された着ぐるみ達による単独の別れの挨拶、トンネル終了の掛け声「そろそろ、おしまーい」は本作までとなった。
キャラクターソング
作曲・編曲は全てベアグラウンドが担当しているため記載を省略。作詞も殆どの楽曲を山中隆次郎が手掛けており、それ以外の人物が作詞した楽曲に限り作詞者を記載する。
「ワクワクがとまらない」
放送開始前の制作発表会でも歌われ、本作の楽曲で最初に披露された。第3・15・98・165・172・225話ではフルバージョンで歌った。第125・132話ではフルバージョン仕様だが、フルコーラスではない。第180話は「ビスケットがとまらない」という替え歌だった。
歌：チョロミー （第1・3・7・15・33・60・98・125・132・165・180・225話）
歌：チョロミー、タッチパッチ（第172話）
「チョロミーの歌」（第14・45・80・173・217・261話）
歌：チョロミー
第45・224・261話ではサビのみを歌った。
「ムームーの歌」（第6・35・204話）
歌：ムームー
第35話ではイントロのみを歌った。
「ガラピコの歌」（第5・6・51・82・114・191話）
作詞：なかむらじゅん / 歌：ガラピコ
第51話ではスキッパー・キュリオが合いの手を入れていた。第114・191話では切なさを表現したテンポをかなり落としたアレンジとなっている。
「ともタッチの歌」
歌：チョロミー（第2・118話）
歌：チョロミー、ムームー（第4・28話）
歌：チョロミー、ムームー、ガラピコ（第10・35・44・112・164話）
歌：チョロミー、ガラピコ（第70話）
歌：チョロミー、ムームー、ガラピコ、ポポヨラ（第252話）
「ばいばい ばーい」（第7・45・80話）
歌：チョロミー
第45話では2回歌った。
「サッ サッ サッ おかたづけ」（第11・85・97話）
歌：チョロミー、ムームー、ガラピコ
第85話では最初の部分のみを歌った。
「ショーバイハンジョー」（第13・51・201話）
歌：キュリオ
第51話ではスキッパーが合いの手を入れていた。第201話ではワルピットをメインにキャラクター全員で合いの手を入れていた。
「グースー急便の社歌」（第18・36・51・54・89・217・305話）
ギター：菰口雄矢 / 歌：スキッパー
第54話ではサビのみが本編中に挿入された。
「ものしりバトル」
歌：チョロミー、ガラピコ （第25・59話）
歌：チョロミー、ムームー （第83話）
歌：チョロミー、ガラピコ、プッチマーゴ （第130話）
この曲の場合は歌というより山手線ゲームである。第25話ではたまご、第59話ではスイカ、第83話ではくり、第130話ではミカンについての山手線ゲームとなった。
また、第83話では曲のアレンジが異なっていた。
「おしごとブルース」（第27・257話）
歌：チョロミー、ムームー、ガラピコ
「チョロミーのぱっちりダンス」
歌：チョロミー、ムームー （第31話）
歌：チョロミー、ムームー、ガラピコ（第84・280話）
「どうする どうなる チョロミーちゃん?」（第34話）
歌：チョロミー
「GANBARE ゴー!」
歌：ガラピコ（第37・96・287話）
歌：ガラピコ、チョロミー（第314話）
第287話では渋い声で歌っていた。
「朝が来た」（第45・131話）
歌：チョロミー
「ころころ みつけたよ」（第46話）
歌：チョロミー、ムームー、ガラピコ
「シューリ!シューリ!」
歌：ガラピコ（第47・113・267話）
歌：ガラピコ、キュリオ（第104話）
第267話はフルコーラス歌っていない。
「ホシノキのテーマ」（第48話）
歌：プッチマーゴ
「ゆけ!オオカミマン」（第49・93・221話）
歌：ムームー
第221話ではフルバージョン仕様だが、Aメロ部分のみを歌った。
「歩いて行こう」（第58・74・82・215・222話）
歌：チョロミー、ムームー、ガラピコ
第74話ではAメロのみを歌った。また、2番もある。
「ビューティフル賛歌」（第58・81・143・285話）
歌：チョロミー、ムームー、ガラピコ
第143話ではフルバージョン仕様だが、フルコーラスではない。
「ときめきダンサー」（第62・141話）
歌：タッチパッチ
「リズムおしゃべり」（第64・102話）
歌：チョロミー、ムームー、ガラピコ、プッチマーゴ（第64話）
歌：チョロミー、ムームー、ガラピコ、スキッパー（第102話）
「きょうのおすすめ なんですか？」（第67話）
歌：キュリオ、ガラピコ
お互いにお勧めの商品を最初に決め、その商品の良いところを交互にPRする歌。
「ガラピコサイズ」
歌：ガラピコ（第75・110話）
歌：ガラピコ、チョロミー、ムームー（第313話）
2020年度以降、花田ゆういちろう、小野あつこ、福尾誠、秋元杏月を交えてスタジオで歌うことがある。
「ヒゲ祭りの歌」（第76・144・208・286・294話）
歌：チョロミー、ムームー、ガラピコ
第144・286話でははるまつりに沿った歌詞に変更されている。
「プレゼントのなかみは?」（第78・106・205・250話）
歌：タッチパッチ、チョロミー
手遊び歌。第78話はりんご、第106話はぶどう、第205話はにんじん、第250話ではたまねぎをテーマにしていた。
「ひみつのことば」（第88話）
歌：チョロミー
微妙に歌詞を変えて3回歌った。
「ダンシング数え歌」（第94・117・129・141・197・300話）
歌：タッチパッチ、チョロミー
「そらを とべたら」（第98・237話）
歌：チョロミー
「たのしいリズム」（第99話）
歌：チョロミー、ムームー、ガラピコ
「冬のおどり」（第125・134・257・270話）
歌：チョロミー、ムームー、ガラピコ（第125話）
歌：チョロミー、ポポヨラ（第134・270話）
第134・270話では、「踊り」の部分を「遊び」に替えている。
「おこまりタンゴ」（第126・190話）
歌：チョロミー、ムームー
「ワクワク キュ〜ンゲーム」
歌：チョロミー、ムームー、ガラピコ（第135話）
歌：チョロミー、タッチパッチ（第172話）
チョロミーが考案したゲーム。リズムに乗せ、チョロミーがとったポーズを瞬時にマネをするというシンプルなルール。
ポーズは「キュ〜ン」「ニュ〜ン」「シ〜ン」の3つ。ちなみに、「シ〜ン」のみは何も言わずにポーズをとるのみ。
第135話にて最後はチョロミーとガラピコがタイマン勝負を行ったが、チョロミーは4つ以上記憶出来ずに結局、負けてしまった。
「にぎわう星」（第139話）
歌：チョロミー、ムームー、ガラピコ、プッチマーゴ
金色の雨を降らせる歌。
2018年春のファミリーコンサートでは、花田ゆういちろう、小野あつこ、小林よしひさ、上原りさを交えて披露した。
「シュークリーム イズ マイ ライフ」（第145・226・241・298話）
歌：チョロミー
基本的にはショートバージョンが使用されている。第298話では冒頭部分を歌っている途中でストップした。
「ものしりバトル ver.2」（第146・234・289話）
歌：チョロミー、ガラピコ
どちらがより多くテーマに沿った物を言えるかの山手線ゲームを行った。テーマは第146話は「つるつる」、第234話は「ふわふわ」、第289話は「もじゃもじゃ」となっている。
「あらくれ」（第155・200・237・275話）
歌：キュリオ、チョロミー（第155・237話）
歌：キュリオ、ガラピコ（第200話）
歌：ガラピコ（第275話）
歌：チョロミー （第275話）
2017年のスペシャルステージでは「スペシャルバージョン」を披露した。
「チョロミー えかき歌」
作詞：ムームー
歌：ムームー（第188・194話）
歌：ムームー、チョロミー、ガラピコ（第188話）
歌：チョロミー（第269話）
「ムームー えかき歌」（第198話）
作詞：チョロミー、ガラピコ  / 歌：チョロミー、ガラピコ
「ガラピコ えかき歌」
作詞：ムームー
歌：ムームー（第161・194話）
歌：ムームー、チョロミー、ガラピコ（第161話）
「モコピット・ドゥーワップ」（第163・269話）
歌：チョロミー、とり、モコピット
メインで歌ったのはとりとチョロミーで、6匹のモコピットがコーラスを担当した。
2018年のファミリーコンサートでは、小野あつこが歌った。
「1 2 3 かぞえかた」（1番：第170・212話 / 2番：212話）
歌：プッチマーゴ、ガラピコ
1番は「本」「枚」、2番は「匹」「羽」という数えかたが登場した。
「くねくね星人とあそぼう」（第174話）
歌：チョロミー、ムームー
2回歌った。1回目はチョロミーがソロで歌い、2回目は2人で歌った。
「なかまがいっぱいゲーム」（第175・191・226話）
歌：チョロミー、ムームー、ガラピコ、スキッパー（第175話）
歌：ガラピコ（第191話）
歌：チョロミー、ムームー、ガラピコ（第226話）
「めぐるきせつ」（第184話）
歌：チョロミー（夏）、ムームー（冬）、ガラピコ（秋）
2022年3月にテレビ放送された地方ファミリーコンサートで春バージョンの歌詞も公開された。
「しずく星のヨイヨイ」（第193・294話）
歌：チョロミー、ムームー、ガラピコ
「サンドイッチを つくろう」（第199話）
歌：チョロミー、ムームー、ガラピコ
「アチャチャのチャ!」（第200・327話）
歌：チョロミー、ムームー、ガラピコ
「スキッパーのゲンキソング」（第200・305・327話）
歌：スキッパー
「チョロミー・ムームー・ガラピコのなかよしメドレー」（第201話）
「チョロミーの歌」「ムームーの歌」「ガラピコの歌」のサビ部分をメドレーで歌った。
「わをつくろう」（第201・265話）
作詞：溝口貴紀 / 歌：チョロミー、ムームー、ガラピコ
第265話ではサビ部分のみを歌唱した。
「ビービルの歌」（第202・261話）
歌：ビービル
「ごめんねオペラ」（第207・242話）
歌：チョロミー、ムームー、ガラピコ、プッチマーゴ
「だれだれ なまえリレー」（第238話）
歌：チョロミー、ムームー、ガラピコ、プッチマーゴ
チョロミーが考案したゲーム。「だれだれ だ〜れ?」の掛け声の後にまずトップバッターが「はい! ○○（自分の名前）! ○○（他の誰かの名前）!」というようにリレーをつなげていくゲーム。リズムに乗れなかったら負けとなる。
また、名前で呼ばれなくても自分に当てはまる単語を言われたら同じようにリレーをつなげていかなければならない（例：「ワクワク キューン」（チョロミー）、「ホロロ〜ン」（ムームー）、「グガガ」（ガラピコ））
「星の音」（第239話）
歌：チョロミー、ムームー、ガラピコ
「うちゅうのイェイ」（第247・300話）
作詞：溝口貴紀 / 歌：タッチパッチ
「いしのうた」（第248話）
歌：ムームー
「なみよ きいてよ」（第275話）
歌：ムームー
「モコピットのうた」
歌：キュリオ、チョロミー、ムームー、ガラピコ、プッチマーゴ
歌：チョロミー、ムームー、ガラピコ（第273話）
「いいね!の日」（第297・323話）
作詞：久野麗 / 歌：チョロミー、ムームー、ガラピコ
「ごあいさつの歌」（第339話）
歌：チョロミー、プッチマーゴ

## 本コーナー以外での出演
スタジオコーナー（2020年4月6日 - 2022年3月24日）
前作『ポコポッテイト』のムテ吉とは異なり、当初は通常編成でのスタジオの歌コーナーには登場していなかったが、2020年度からは新型コロナウイルスの感染拡大に伴い一般の子供達が収録に参加しなくなったため、通常編成においても毎回ではないが参加するようになった。
歌のコーナー
「おおきなかぶ」（2016年8月《初出》、2018年3月《撮り直し》）
「おしりフリフリ」（2016年8月）
「ホ！ホ！ホ！」（2016年8月）
「おどりのすきなウンパッパ」（2016年8月）
「げんき・元気」（2016年8月）
「ガマン ガマン！」（2017年7月）
「ドンスカパンパンおうえんだん」（2017年8月）
「どっこいしょ」（2017年8月）
「ちょんまげマーチ」（ムームーとガラピコのみ、2017年8月）
「ほしぞらカーニバル」 （2017年8月《初出》、2021年7月《撮り直し》）
「ワン・ツー・スリー！」（2019年7月の歌）
「さびしい殿様」（2020年1月）
「やきいもグーチーパー」（2020年11月）
「牛乳節」（2021年1月）
「1歩、2歩、さんぽ」（2021年4月の歌）
「まほうのラララ♪」（2022年2月の歌）
身体表現
「パント！」（特集のみ）
チョロミーは「風船」と「傘」のパントマイム、ムームーは「タオル」と「バナナ」のパントマイム、ガラピコは「ロープ」のパントマイムをする。
曜日別のコーナー
「かぞえてんぐ」（チョロミーのみ。2016年4月6日 - 2017年3月22日。）
コーナーの概要はこちらを参照。コーナー進行役のチョロミーは、前作のミーニャの役割を引き継いでいた。
「ガラピコパズル」（ガラピコのみ。2016年4月7日 - 2018年3月22日。）
小林よしひさと共に進行。ガラピコが持ってきた絵がバラバラになってしまい、小林がスタジオの子供たちに尋ねながらパズルのように組み合わせ、何の絵であるかを当てさせるゲーム。2016年7月7日放送分からは、絵の土台部分の角に四色の丸（左上から時計回りに「赤」、「青」、「黄」、「緑」）が追加された。
中盤、小林が必ず間違えるが、そのときは当初はガラピコは「何かが違う気がします」と、腹のLEDパネルに×を表示していた。2018年度は×表示は変わらず、言い方のバリエーションが増えた。
絵を提示する際の掛け声は「スイッチョン！」。
「シルエットはかせ」（ムームーのみ。2017年4月5日 - 2022年3月23日。）
花田ゆういちろうと共に進行。三つのカードに書いてあるのは何の影かを質問しながら、順にカードをめくり、正体を当てていくクイズ。最終的にはどう見たらカードの様な影に見えるかを、｢かげ発生機｣という物に実物を入れ影を出し、解説する。
コーナー終了時の掛け声は「えっと、えっと、シルエット！」。
コーナーの中でのムームーの心情は回を重ねるごとに変わっており、当初は博士を警戒していた。しかし、博士との出会いで影に興味を持ちはじめ、影の探しすぎで疲労している博士の為に、助手になりたいと言う願いを持ち始めた。なかなか思いは伝わらず、いつも話が噛み合わないままコーナーが終了してしまっていたが、ついに2018年2月21日放送分で念願の助手になった。
2021年度はムームーは影を一発で当てることも増えてきて、2月に眼鏡を、3月に帽子を、最後の出演回となった2022年3月23日ではマントをプレゼントされてムームーも博士になった。
本作終了後の2022年度以降もコーナーは継続し、卒業したムームーに代わり、次作『ファンターネ!』のメインキャラクターが交代で登場している。
「プリンセス・ミミィ」（チョロミーのみ。2018年4月5日 - 2022年3月24日。）
小野あつこと共に進行。小箱に詰めた音を持って、何の音かを当てていく4択クイズ。
2020年4月2日放送分より「音の国の秘密のマシン」を使い、子供達と様々な音を真似て発声する遊びにリニューアルされた。
小野の卒業に伴い、プリンセス・ミミィも音の旅に出ると最終回で明かした。
「ガラピコにんじゃしゅぎょう」（ガラピコのみ。2019年4月2日 - 2022年3月22日。）
福尾誠、秋元杏月と共に進行。忍者の衣装をまとった3人と共に、ゲストの子供がごっこ遊びを通して体を動かすコーナー。
2020年度は、4月7日放送分より子供がスタジオに出ないため、挑戦するのは花田ゆういちろうと小野あつことなっている。チョロミーやムームーが挑戦したこともある(しゅりけんだまのみ)。
2021年度は、福尾、秋元が修行のお手本を見せた後、視聴者が投稿した修行のビデオを流している。その修行が初めて出る場合のみ、お手本として花田と小野が子供に扮して修行していた。
最終回では福尾と秋元が「忍者検定」に挑戦。視聴者投稿の修行ビデオの後に、ガラピコは二人に合格を言い渡した。
本作終了後の2022年4月5日から2023年3月28日までの1年間は「ニンニン忍者修行」に改名、福尾と秋元が師範役を引き継ぎ、オープニングアニメーションとBGMを変更して、本コーナーの内容が継続されている。ベアグラウンドが引き続き音楽を担当している他、監修、アクション指導のスタッフも続投されたが、2023年4月1日に福尾が卒業したので、このコーナーは終了となった。
生活習慣コーナー
いずれも『パンツぱんくろう』のキャラクター →『パッコロリン』のリンからコーナーを引き継いだが、「いただきます！」は2021年1月に終了し、「てをあらおう！」にリニューアルされた（使用BGMの変更はなし）。
本作のキャラクター（ビービルを除く）はアニメーションで描かれ、公式イラストに近いデザインで登場する。
本作終了後は『ファンターネ！』のキャラクターに交代し、「いただきます！」も同作のみもも担当のコーナーとして復活しているが、代わりに「いってきます！」が終了した。
「ムームーのいただきます！」（ムームーのみ。2016年4月4日 - 2021年1月28日。）
「チョロミーのいってきます！」（チョロミーのみ。2016年4月7日 - 2022年3月23日。）
「ガラピコのたためるかな？」（ガラピコのみ。2016年4月8日 - 2022年3月25日。）
「きょうのびっくりしんぶん」（ビービルのみ。2018年4月27日 - 2022年3月26日。）
「ムームーのてをあらおう！」（ムームーのみ。2021年2月4日 - 2022年3月24日。） ※ ムームーのみ、コーナーを掛け持ちしている。
エンディング
「あしたてんきにな〜れ！」（2016年4月4日 - 2017年3月24日）
前々作『モノランモノラン』開始時の2009年3月30日より引き続き使用されていた。
2016年4月4日から4月9日まではガラピコは登場せず（掛け声は小林が担当）、11日よりガラピコも登場するようになった。また、本作では役割が完全に固定されており、ガラピコはエンディングの始まりの掛け声を担当し、チョロミーとムームーがトンネルを作っていた。
「べるがなる」（2017年4月3日 - 2022年4月2日）
「上記」を参照。

## 備考
制作発表時点でキャラクターの自己紹介と原作者のインタビューで構成された会見動画が公開された 他、2016年3月度の放送分の『おかあさんといっしょ』では番組終了直後に、11代目うたのおにいさんの横山だいすけのナレーターによる宣伝スポットが挿入された。
本作の開始と小野あつこの加入に合わせ、『おかあさんといっしょ』のスタジオセットとオープニングが7年ぶりに刷新されたが、エンディングは上記の通り「あしたてんきにな〜れ！」と曜日別コーナーは上記の「かぞえてんぐ」を引き続き使用している。エンディングで降ってくるハート型の風船はチョロミー達3人が描かれ、右上には「ガラピコぷ〜」のロゴマークが描かれたデザインとなっている。
2016年8月20日・21日のスペシャルステージにて、前作『ポコポッテイト』のキャラクター達との共演を果たした。

## 共演者
小野あつこは本作放送開始と同時に番組に加入、本作放送終了と同時に番組を卒業したため、本作の放送期間中唯一変動が無かった出演者である。
- 三谷たくみ（20代目うたのおねえさん。ファミリーコンサート「しりとりじまでだいぼうけん」）
- 横山だいすけ（11代目うたのおにいさん。2016年4月4日 - 2017年4月1日。）
- 小野あつこ（21代目うたのおねえさん。2016年4月4日 - 2022年4月2日。）
- 小林よしひさ（11代目たいそうのおにいさん。2016年4月4日 - 2019年3月30日。）
- 上原りさ（「パント!」のおねえさん。2016年4月4日 - 2019年3月30日。）
- 花田ゆういちろう（12代目うたのおにいさん。2017年4月3日 - 2022年4月2日。）
- 福尾誠（12代目たいそうのおにいさん。2019年4月1日 - 2022年4月2日。）
- 秋元杏月（初代たいそうのおねえさん。2019年4月1日 - 2022年4月2日。）
- ながたまや（22代目うたのおねえさん。2022年4月2日のみ。）

## スタッフ
音楽を担当するベアグラウンドは、本コーナー以外にも「おかあさんといっしょ」のオープニングテーマ・「ムームーのいただきます！」→「ムームーのてをあらおう！」「チョロミーのいってきます！」「ガラピコのたためるかな？」「ガラピコパズル」「きょうのびっくりしんぶん」「ガラピコにんじゃしゅぎょう」の音楽も担当している。
- 原作・シリーズ構成 - 山中隆次郎
- 脚本 - 山中隆次郎、山田由香、久野麗、原野吉弘
- キャラクターデザイン - ひやまたつみ
- 音楽 - ベアグラウンド
- 音楽制作協力 - ベアグラウンド
- オープニングアニメーション - 久野遥子
- 人形操演 - 劇団21世紀FOX
- 人形操作 - 佐久間おさむ、安藤ばく、依田久仁子、杉山綾、人形劇団 ひとみ座
- 人形制作 - アトリエTOM
- 人形制作担当 - 中川真由子
- 背景 - NHK映像デザイン部、NHKアート
- 制作統括 - 古屋光昭
- プロデューサー - 廣岡篤哉
- 演出 - 大原晶子、みつばちまき、大田洋子
- 監督 - 大原晶子
- 制作 - NHKエデュケーショナル
- 制作･著作 - NHK

## コンサート出演
おかあさんといっしょ ファミリーコンサート
| 公演   | タイトル                                     | 出演者（一部を除く） |
| ------ | -------------------------------------------- | --- |
| 2016年 | しりとりじまでだいぼうけん                   | 横山だいすけ、小野あつこ、小林よしひさ、上原りさ チョロミー、ムームー、ガラピコ 三谷たくみ |
| 2016年 | みんなでおどろう♪お城のパーティー            | 横山だいすけ、小野あつこ、小林よしひさ、上原りさ チョロミー、ムームー、ガラピコ |
| 2017年 | 音楽博士のうららかコンサート                 | 花田ゆういちろう、小野あつこ、小林よしひさ、上原りさ チョロミー、ムームー、ガラピコ 横山だいすけ |
| 2017年 | しずく星の大ぼうけん〜ヨックドランをすくえ〜 | 花田ゆういちろう、小野あつこ、小林よしひさ、上原りさ チョロミー、ムームー、ガラピコ、プッチマーゴ、スキッパー |
| 2018年 | シルエットはくぶつかんへようこそ!            | 花田ゆういちろう、小野あつこ、小林よしひさ、上原りさ チョロミー、ムームー、ガラピコ |
| 2018年 | はる なつ あき ふゆ どれがすき               | 花田ゆういちろう、小野あつこ、小林よしひさ、上原りさ チョロミー、ムームー、ガラピコ |
| 2019年 | しあわせのきいろい・・・なんだっけ?!         | 花田ゆういちろう、小野あつこ、福尾誠、秋元杏月 チョロミー、ムームー、ガラピコ ナーニくん 小林よしひさ、上原りさ |
| 2019年 | ふしぎな汽車でいこう〜60周年記念コンサート〜 | 花田ゆういちろう、小野あつこ、福尾誠、秋元杏月 チョロミー、ムームー、ガラピコ 眞理ヨシコ、坂田おさむ、神崎ゆう子、速水けんたろう、茂森あゆみ 横山だいすけ、小林よしひさ、上原りさ じゃじゃまる、ぴっころ、ぽろり、スプー、ムテ吉、ミーニャ、メーコブ |
| 2021年 | まってたんだよキミのこと                     | 花田ゆういちろう、小野あつこ、福尾誠、秋元杏月、林アキラ チョロミー、ムームー、ガラピコ |

おかあさんといっしょ スペシャルステージ
| 公演   | タイトル                                        | 出演者（一部を除く） |
| ------ | ----------------------------------------------- | --- |
| 2016年 | 星で会いましょう！ 〜出会えばみんなおともだち〜 | 横山だいすけ、小野あつこ、小林よしひさ、上原りさ チョロミー、ムームー、ガラピコ シュッシュ、ポッポ、なお、せいや ムテ吉、ミーニャ、メーコブ |
| 2017年 | ようこそ、真夏のパーティーへ                    | 花田ゆういちろう、小野あつこ、小林よしひさ、上原りさ チョロミー、ムームー、ガラピコ シュッシュ、ポッポ、なお （VTR出演）せいや 横山だいすけ |
| 2018年 | みんなでわくわくフェスティバル!                 | 花田ゆういちろう、小野あつこ、小林よしひさ、上原りさ チョロミー、ムームー、ガラピコ シュッシュ、ポッポ、ゆめ、たいせい                      |
| 2019年 | からだ！ うごかせ！ 元気だボーン！              | 花田ゆういちろう、小野あつこ、福尾誠、秋元杏月 チョロミー、ムームー、ガラピコ シュッシュ、ポッポ、ゆめ、たいせい 小林よしひさ               |
| 2022年 | やっとあえたね！ さあ、でかけよう!              | 花田ゆういちろう、ながたまや、福尾誠、秋元杏月 みもも、やころ、ルチータ シュッシュ、ポッポ、ゆめ、まさとも チョロミー、ムームー、ガラピコ   |

## イベント
ガラピコぷ〜がやってきた!!
各地域で行われるイベントである。
出演者 - チョロミー、ムームー、ガラピコ、坂田おさむ、つのだりょうこ、ひなたおさむ、はいだしょうこ、速水けんたろう、山下はるか、西けいこ、いとうまゆ、きよこ、関沢圭司、小林よしひさ、上原りさ
ガラピコぷ～ ファミリーステージ
出演者 - チョロミー、ムームー、ガラピコ、速水けんたろう、はいだしょうこ、関沢圭司、きよこ
スタパDEガラピコぷ～ミニ
出演者 - チョロミー、ムームー、ガラピコ
ひなたおさむ & はいだしょうこ & ガラピコぷ～　歌のステージ
出演者 - ひなたおさむ、はいだしょうこ、チョロミー、ムームー、ガラピコ
ガラピコぷ～ スペシャルステージ「みんなであそぼう ワクワクキューン！」
出演者 - チョロミー、ムームー、ガラピコ
ガラピコぷ～のワクワクステージ
開催日 - 2017年5月3日 - 7日
出演者 - チョロミー、ムームー、ガラピコ、山下はるか、関沢圭司、きよこ
ガラピコぷ～とあ・そ・ぼ!
出演者 - チョロミー、ムームー、ガラピコ、坂田めぐみ